# Cedusa ozada
Cedusa ozada är en insektsart som beskrevs av Kramer 1986. Cedusa ozada ingår i släktet Cedusa och familjen Derbidae. Inga underarter finns listade i Catalogue of Life.